# Hidden Deep
Hidden Deep — компьютерная игра в жанре action-adventure в открытом мире, разработанная Cogwheel Software и изданная Daedalic Entertainment в раннем доступе для Windows 24 января 2022 года.

## Разработка
Игра была анонсирована 26 января 2021 года.

## Отзывы
| Иноязычные издания    | Иноязычные издания |
| Издание               | Оценка             |
| --------------------- | ------------------ |
| GameCritics.com       | 7/10               |
| Movies Games and Tech | 8/10               |
| INVEN                 | 7,5/10             |
| Gamersky              | 7/10               |
| Русскоязычные издания |                    |
| Издание               | Оценка             |
| Great Gamer           | 7,2/10             |

Игра получила положительные отзывы.